# Kléber Malécot
Pour les articles homonymes, voir Malécot.
Kléber Malécot est un homme politique français né le 12 février 1915 à Neuville-aux-Bois (Loiret) et mort le 3 janvier 2008 dans la même ville.
Il a été sénateur, président du Conseil général du Loiret, conseiller général et maire de Neuville-aux-Bois.

## Biographie
Autodidacte (il ne possède que son certificat d’études), il commence sa carrière politique comme conseiller municipal de sa ville natale, Neuville-aux-Bois, en 1945. Il en devient le maire en 1947, et ce jusqu'en 1995.
En 1958, il est élu conseiller général du canton de Neuville-aux-Bois. Il succède à Pierre Pagot à la présidence du conseil général du Loiret en 1979.
Il est par ailleurs élu sénateur du Loiret de 1974 à 2001 (membre de la commission économique). En 1998, lors de l'élection du président du Sénat (qui sera Christian Poncelet), il préside la séance en sa qualité de doyen d'âge de la Haute Chambre.

### Groupe Kléber Malécot
Il a développé et dirigé l'entreprise d'engins de travaux publics fondée en 1919 par son aïeul Précil Malécot à Neuville-aux-Bois, jusqu'en 1993 où son fils Patrick lui succède.

## Affaires judiciaires

### Condamnation pour favoritisme
En 1995, la Chambre régionale des comptes relève que, dans le cadre de l'extension de l'aérodrome de Saint-Denis-de-l'Hôtel, le Département du Loiret, alors présidé par Kléber Malécot, a attribué « dans des conditions de concurrence insatisfaisantes » un marché public à une entreprise de BTP dirigé par son gendre.
Le 5 juin 1996, Kléber Malécot est condamné pour favoritisme et ingérence par le tribunal de grande instance d'Orléans à dix mois de prison avec sursis et à 100 000 francs d'amende.

### Affaire du «corbeau»
En avril 1992, Kléber Malécot, alors sénateur-maire de Neuville-aux-Bois, obtient l'implantation d'une usine de détergents, filiale d’Intermarché, dans sa commune. Deux cents emplois doivent être créés. Mais une association — Neuville Environnement — s'oppose au projet, qu'elle juge trop polluant. Elle obtient finalement gain de cause devant le tribunal administratif d'Orléans : l'usine ne s'installera pas à Neuville-aux-Bois.
Curieusement, au même moment, des membres de l'association écologiste commencent à subir un véritable harcèlement téléphonique. Menaces de mort, insultes : la population neuvilloise parle de « corbeau ». Sur les enregistrements de certains appels téléphoniques anonymes, la voix de Kléber Malécot est tout à fait identifiable. Une plainte est déposée, le scandale éclate et ébranle la commune. L'enquête de la police judiciaire démontre que 57 appels du « corbeau » ont été passés depuis le domicile du maire, ainsi que du Conseil général, dont il était à l'époque le président. Il est mis en examen et condamné, en 1997, par le tribunal correctionnel de Paris à trois mois de prison avec sursis et 20 000 francs d'amende.
À cause de cette affaire, il renonce à se présenter aux élections municipales de 1995. La même année, il perd également le canton, qui passe à gauche,.

## Polémiques

### Dénomination d'un square en son nom à Neuville-aux-Bois
En 2012, la commune de Neuville-aux-Bois envisage de baptiser une rue en hommage à Kléber Malécot mais y renonce face à la réaction d'un couple de victimes de l'édile lors de l'affaire du corbeau ainsi que d'autres administrés.
Le 31 mars 2025, le conseil municipal délibère en faveur de la dénomination d'un square en son nom qui doit être inauguré à la fin du mois de juin,. Le même couple de victimes qui s'était opposé à la dénomination d'une rue demande alors à la ville de revenir sur sa décision. Sans réponse, il saisit la préfecture du Loiret au titre du contrôle de légalité. En retour la préfète Sophie Brocas demande dans un courrier du 13 juin le retrait de cette délibération jugée illégale « au motif que la dénomination votée porte atteinte à l’image de la commune et est susceptible de heurter la sensibilité des personnes reconnues comme victimes »,. La municipalité refuse de retirer la délibération litigieuse et envisage d'aller jusqu'au recours devant le tribunal administratif. Elle se défend en arguant que certaines voies en France sont déjà nommées en l'honneur de personnalités politiques condamnées, telle la rue Jacques Médecin à Nice, et en soulignant le travail et la longévité de l'ancien maire à son poste.
En parallèle, la presse rapporte que par décision municipale du 25 février 2025, la commune a passé commande d'un buste à l'effigie de Kléber Malécot d'une valeur de 15825 € destiné à être installé dans le square. La décision ne mentionnant qu'une « oeuvre d'art », la municipalité est soupçonnée d'avoir dissimulé la vraie nature de la commande afin de pouvoir agir sans être inquiétée. Le maire affirme toutefois que tous les élus étaient au courant des détails de la décision.